# Hamlet (théâtre d'art de Moscou, 1911)

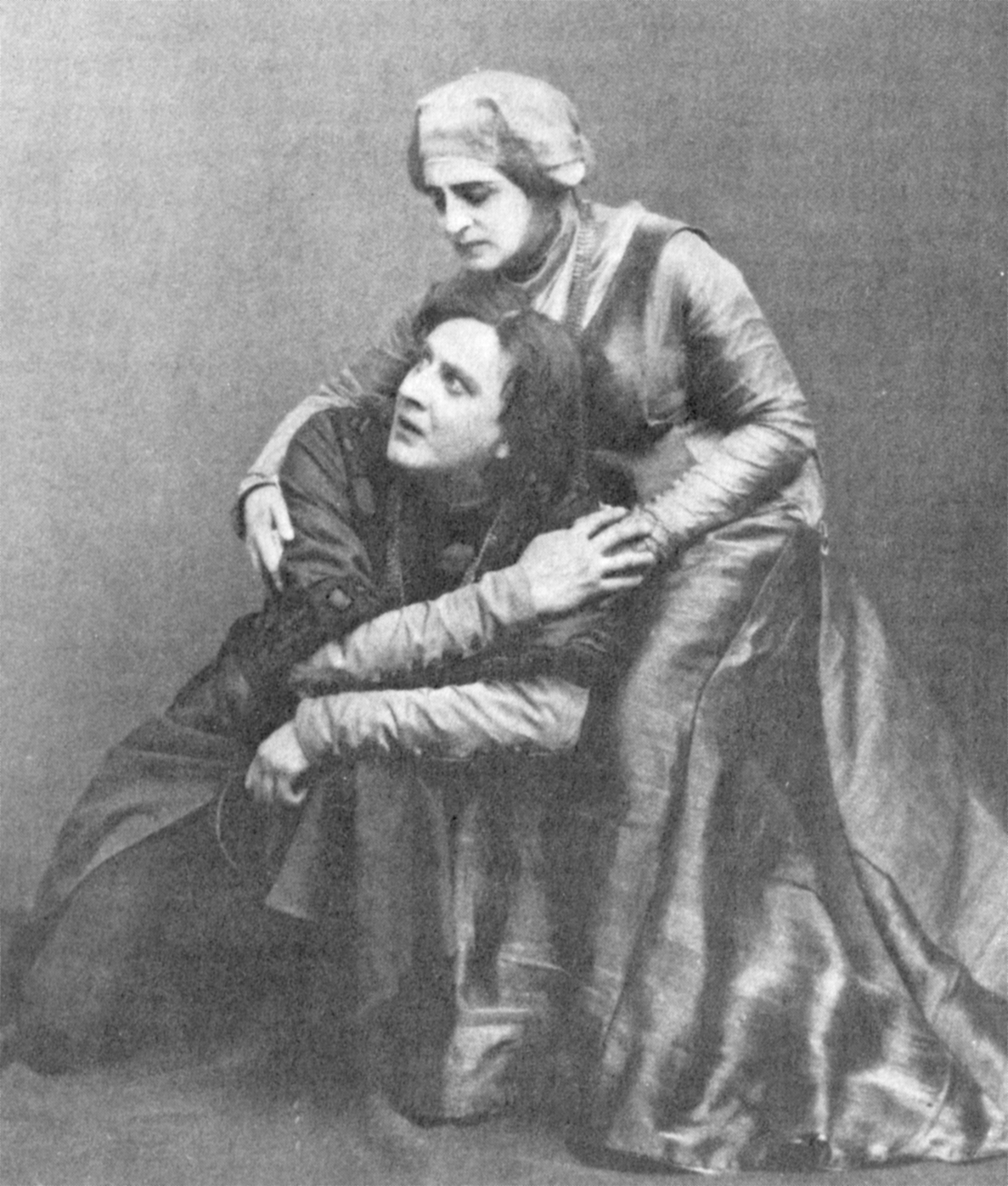
Vassili Katchalov et Olga Knipper (femme d'Anton Tchekhov) dans Hamlet au Théâtre d'art de Moscou en 1911.

Pour les articles homonymes, voir Hamlet (homonymie).
La production d'Hamlet de William Shakespeare par le théâtre d'art de Moscou, en 1911 et 1912, avec deux des hommes de théâtre les plus influents du XXe siècle, Edward Gordon Craig et Constantin Stanislavski, est fondamentale, aussi bien dans l'histoire des mises en scène d'Hamlet que dans celle du théâtre du XXe siècle,. 
La rencontre entre Stanislavski et Craig eut lieu en 1908 quand une danseuse américaine jugée comme excentrique, Isadora Duncan, avec laquelle Craig avait eu un enfant, les présenta l'un à l'autre. Craig, un homme de théâtre anglais, avait suscité l'intérêt par les décors symbolistes et sobres qu'il avait apportés à des pièces telles que Les Guerriers de Helgeland d'Ibsen. À l'opposé, Stanislavski créait un théâtre fondé sur le réalisme, les complexités de l'esprit et la psychologie. Comme Benedetti le remarquait, « Stanislavski espérait de la production de la pièce qu'elle prouve que le récent système de création interne qu'il avait développé était justifié, qu'un jeu réaliste pouvait répondre aux exigences d'une pièce classique ». Après leur rencontre, Stanislavski invita Craig pour qu'il l'aide à créer Hamlet lors de la saison 1910 du Théâtre d'art de Moscou, mais une fièvre typhoïde contractée par Stanislavski repoussa le projet, et la première eut lieu le 5 janvier 1912 (O.S. : 23 décembre 1911) Le duo aborda ce projet alors qu'ils étaient au sommet de leur influence, et encore en recherche de formes nouvelles pour apporter de la vie à la scène. Si cela donna lieu à des conflits internes, elle fut l'une des mises en scène les plus singulières et influentes du XXe siècle. Malgré des critiques négatives de la presse russe, cette production attira une attention mondiale et sans précédent pour le théâtre, avec des critiques dans les presses anglaise et française qui louaient sa réussite, plaçant le théâtre d'art de Moscou sur la carte culturelle de l'Europe grâce à cet événement qui révolutionna la mise en scène de la pièce de Shakespeare. Cette création occasionna l'un des débats les plus célèbres et passionnés de l'histoire du théâtre moderne.

## Approches esthétiques

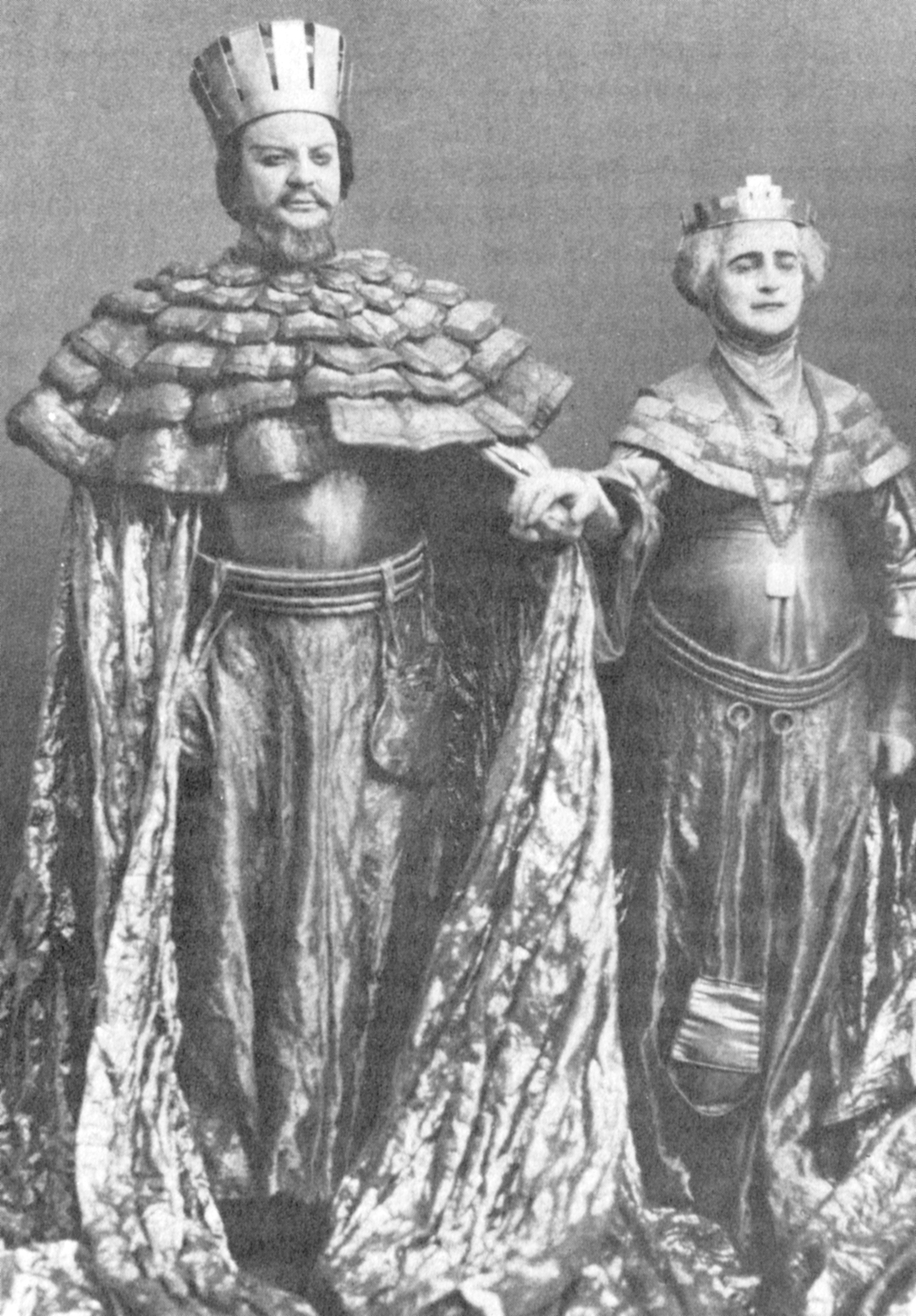
Nikolaï Massalitinov et Olga Knipper.

« Quelque chose d'Hamlet est mort pour nous, le jour où nous l'avons vu mourir sur la scène. Le spectre d'un acteur l'a détrôné, et nous ne pouvons plus écarter l'usurpateur de nos rêves ! » Maurice Maeterlinck, 1890
Quand Stanislavski envoya son invitation à Craig en avril 1908, s'il était avide de travailler avec des artistes progressistes, il n'était pas conscient de la différence de leurs visions. Après l'échec de son expérience avec Vsevolod Meyerhold, Stanislavski commença à mettre en avant l'importance de l'acteur, croyant que ni le metteur en scène, ni le décorateur ne pouvaient porter la pièce : elle était dans les mains de l'acteur. Ce principe le poussa à reconsidérer son approche de l'acteur. En même temps qu'il se mettait à connaître Craig, il commença à développer des idées qui lui serviraient de colonne vertébrale à son système, persuadé qu'un bon jeu naissait de motivations internes plutôt que de démonstrations extérieures. Et alors qu'il se concentrait presque exclusivement sur le jeu de l'acteur, Craig minimisait l'importance de l'acteur, le réduisant à un instrument par lequel une pièce est amenée à exister : « l'acteur ne doit plus s'exprimer, mais exprimer quelque chose d'autre ; il ne doit plus imiter, mais indiquer ». Selon lui, un bon théâtre nécessitait une unité de tous les éléments sous le contrôle d'une seule personne.
En phase avec une tendance dans le mouvement symboliste à juger que la pièce de Shakespeare était plus un travail poétique qu'un texte pour la scène, Craig écrivit dans son important manifeste L'Art du théâtre (1905) qu'Hamlet n'avait pas de la nature d'une représentation théâtrale. Maurice Maeterlinck (que Stanislavski avait rencontré pendant l'été 1908 pour discuter de la prochaine mise en scène de L'Oiseau bleu) avait affirmé quinze ans auparavant que la plupart des grands drames de l'histoire du théâtre n'étaient pas représentables. En 1908, Craig avait insisté : une représentation convenable de la pièce était impossible. Quand il suggéra la pièce au Théâtre d'art de Moscou, il voulait tester sa théories que les pièces de Shakespeare n'appartenaient pas naturellement à l'art du  théâtre.

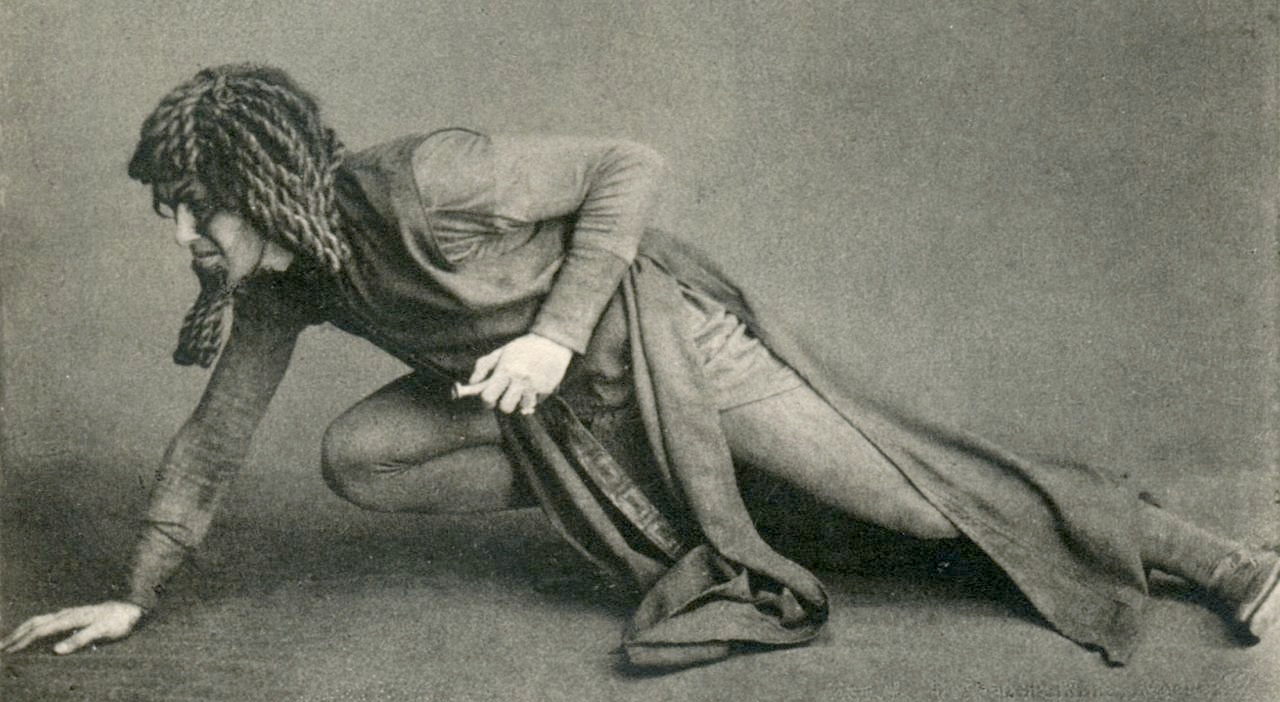
B. Alfonin.

Craig conçut la production comme un monodrame symboliste dans lequel chaque aspect de la pièce serait soumis aux yeux du protagoniste : la pièce serait une vision onirique au travers des yeux d'Hamlet. À l'appui de cette interprétation, Craig voulait ajouter des archétypes et des symboles, tels que la Folie ou la Mort, et avoir Hamlet présent à chaque instant de la pièce, observant silencieusement quand il ne participe pas à la scène. Mais Stanislavski ne fut pas d'accord, et voulut que les acteurs accompagnent le texte avec une émotion palpable et brute et ne s'éloignant jamais de son système, alors que Craig cherchait à ce que l'acteur n'essaie pas de rendre l'état émotionnel de son personnage. Cela ne signifiait pas qu'il désirait un spectacle mort, mais qu'il croyait que le texte faisait clairement état des motifs et sentiments des personnages. Craig recherchait la simplicité, mais la simplicité dans l'expression, pas dans le contenu, selon les mots de Kaoru Osanai dans the Educational Theatre Journal. Donc, dans certaines scènes où Stanislavski voulait beaucoup d'action, Craig ne souhaitait aucun mouvement pour faire ressortir la poésie.
Malgré cette opposition entre esthétique symboliste et psychologie réaliste, Stanislavski et Craig partageaient quelques positions communes. Le système qu'avait développé Stanislavski à partir du drame symboliste était passé de la surface naturaliste au monde intérieur du personnage. Tous les deux avaient souligné l'importance de construire une unité de tous les éléments théâtraux dans leur travail. Dans une lettre rédigée en février 1909 adressée à Lioubov Gourevitch au sujet de Le Revizor de Nicolas Gogol, Stanislavski confirmait son retour au réalisme et exprimait sa conviction que cela ne gênerait pas leur collaboration : 
« Of course, we have returned to realism, to a deeper, more refined and more psychological realism. Let us get a little stronger in it and we shall once more continue on our quest. That is why we have invited Gordon Craig. After wandering about in search of new ways, we shall again return to realism for more strength. I do not doubt that every abstraction on the stage, such as impressionism, for instance, could be attained by way of a more refined and deeper realism. All other ways are false and dead »
Malgré tout, ils avaient deux visions antagonistes du personnage de Hamlet : Stanislavski voyait en Hamlet un personnage actif et énergique quand Craig le voyait comme représentant un principe spirituel, pris dans une lutte destructrice et mutuelle avec le principe de matière comme incarné par tout ce qui l'entourait. Pour Craig, la tragédie d'Hamlet était qu'il parlait plus qu'il agissait.

## Le décor

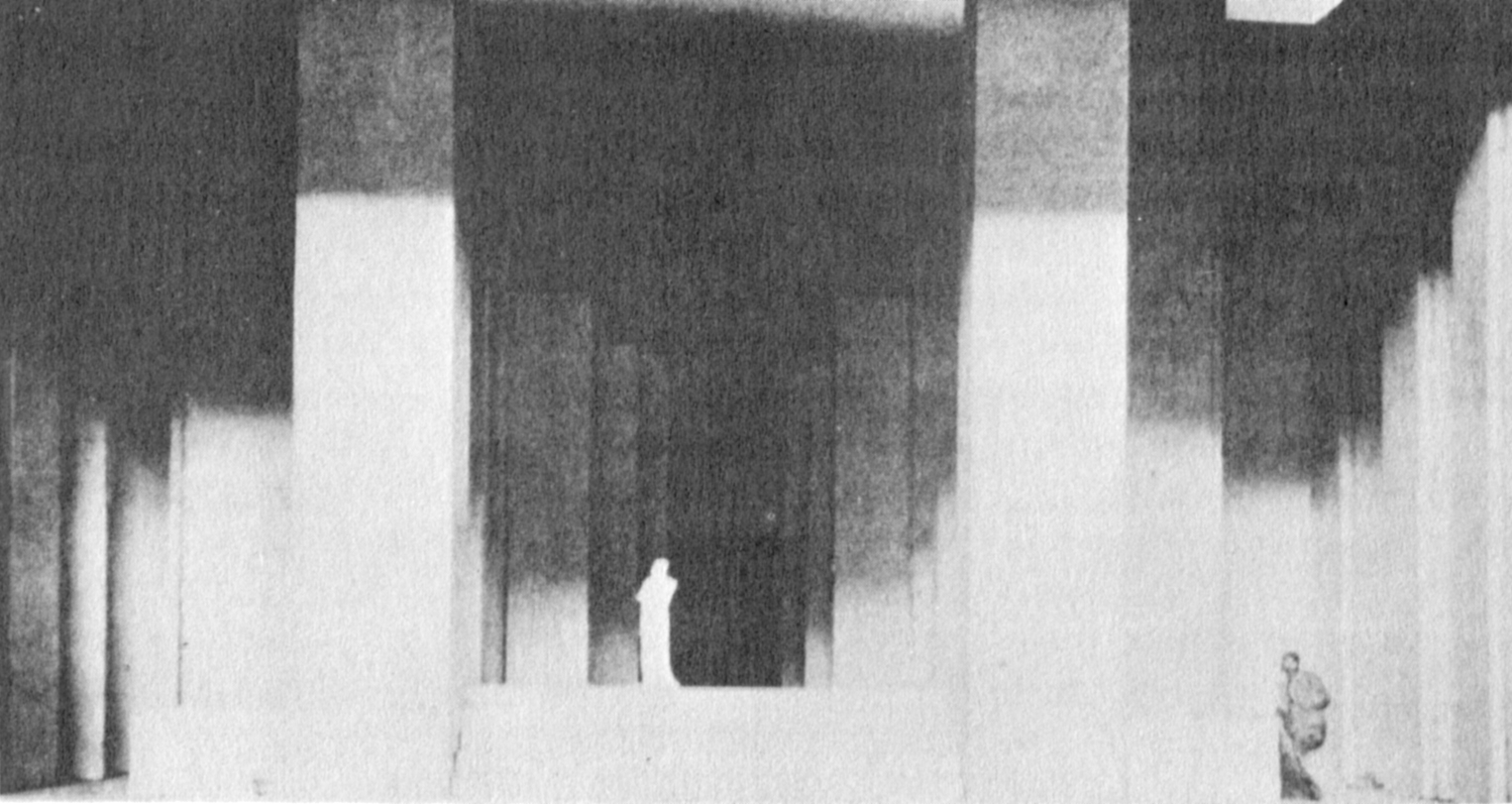
La scène finale : maquette avec silhouettes, conçue par Gordon Craig.

« On eût dit un océan d'or [...] : mais celui-ci ne brillait pas d'un reflet théâtral de mauvais goût ; Craig le montrait sous un éclairage atténué, et les rayons des projecteurs qui l'effleuraient ne faisaient qu'éclairer çà et là le brocart d'or de quelques sinistres et menaçants reflets. Imaginez de l'or couvert d'un tulle noir : tel était le tableau de la grandeur royale hantant les visions torturées de Hamlet dans la solitude qui était la sienne depuis la mort de son père bien-aimé. » Constantin Stanilavski, Ma Vie dans l'art
L'aspect le plus connu du décor de Craig est l'utilisation d'un seul plateau qui variait de scène en scène par l'utilisation de larges et abstraits paravents qui altéraient la taille et la forme de la scène. Il y a un mythe persistants que ces décors n'étaient pas pratiques et tombaient lors des représentations, mythe qui provient peut-être de l'autobiographie de Stanislavski, Ma vie dans l'art (1924) : Craig voulut que Stanislavski supprime la mention de cet incident, et Stanislavski admit plus tard que cela n'avait eu lieu que lors d'une répétition. Il fournit ensuite à Craig un serment par lequel il reconnaissait que cet incident avait été causé par un défaut de fabrication, et n'était pas dû à un défaut de conception : les décors étaient de 10 pieds plus grands que ce préconisaient les dessins de Craig. Craig avaient envisagé que les paravents fussent manipulés par des régisseurs visibles et costumés, mais Stanislavski rejeta cette proposition, contraignant une fermeture du rideau, qui ajoutait du temps entre les scènes et brisait la fluidité et le mouvement voulus par Craig. Les différentes dispositions des décors pour chaque scène étaient utilisées pour fournir une représentation spatiale de l'état d'esprit de Hamlet ou pour souligner une progression dramaturgique dans une séquence de scènes, comme des éléments visuels qui étaient conservés ou transformés.
En ce qui concerne les costumes, il y avait aussi des différences de vue entre les deux artistes. Par exemple, dans une scène sans paroles, Craig désirait que les acteurs portent d'immenses masques alors que Stanislavski méprisait cette idée qui ne cadrait pas avec son approche réaliste. Il en résulta un compromis : les comédiens se maquillèrent et portèrent des barbes et des perruques extravagantes.
Le noyau de l'interprétation monodramatique de Craig réside dans la première scène de cour (1.2.). La scène était divisée en deux par l'utilisation de l'éclairage : le fonds était lumineux alors que le premier plan était sombre et mal éclairé. Les décors étaient alignés contre le mur du fond et baignaient dans une lumière jaune. Claudius et Gertrude étaient assis sur un trône, éclairés par une lumière brillante et dorée, sommet d'une pyramide qui représentait la féodalité. La pyramide donnait l'illusion d'une seule et même masse dorée, de laquelle sortaient les têtes des courtisans, à travers des ouvertures percées dans le matériau. Au premier plan Hamlet était étendu, comme rêvant, une gaze étant suspendue entre lui et la cour, amplifiant la division de l'espace. À la  sortie de Claudius les figures restaient en place alors que la gaze était détendue pour que la cour entière paraisse fondre devant les yeux du public, comme si les pensées de Hamlet avaient disparu. La scène, et l'effet de la gaze en particulier, causa une ovation au Théâtre d'art de Moscou, ce qui était inédit.

## Production et réception

### Production

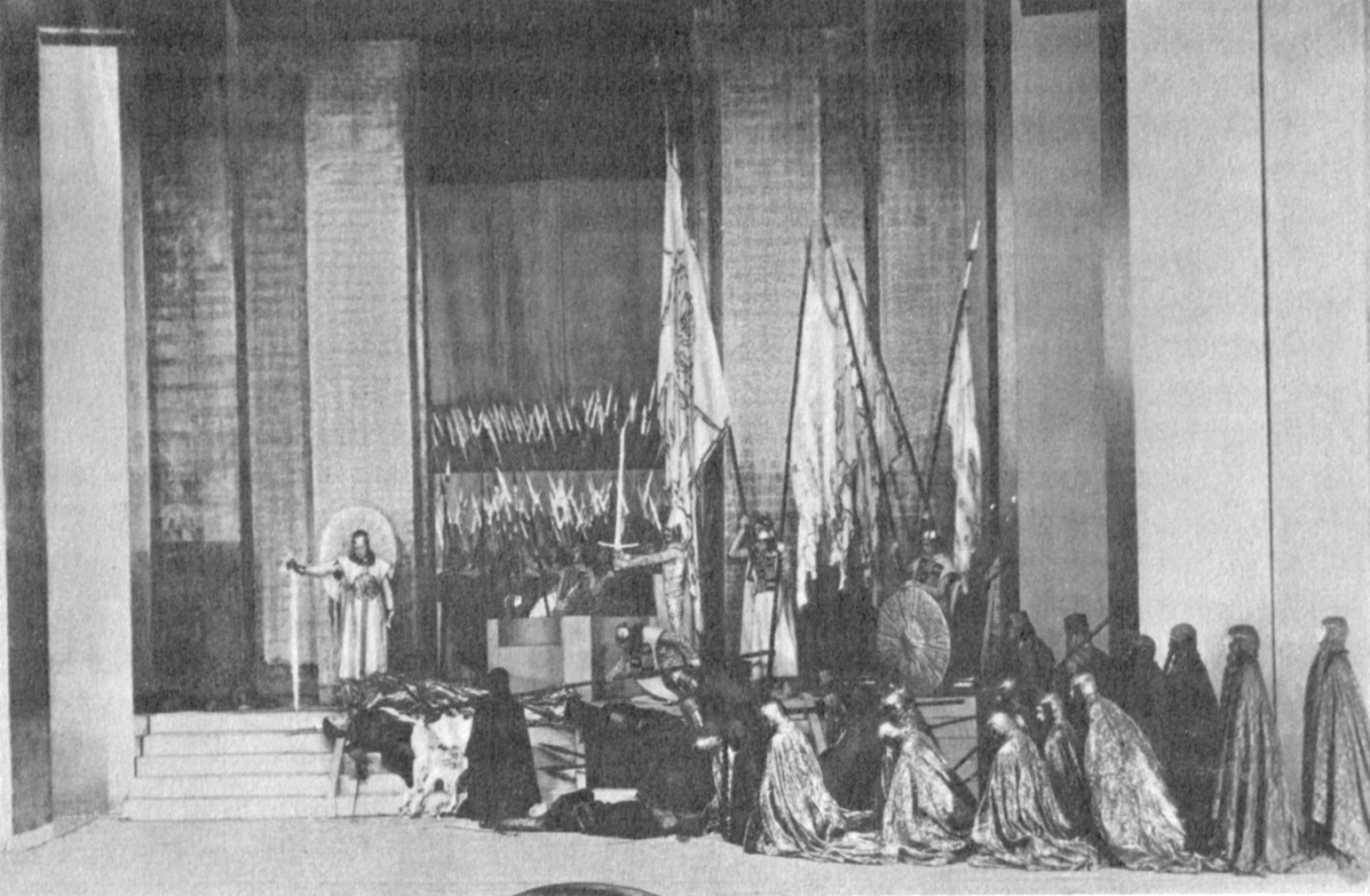
La scène finale.

En réponse à l'enthousiasme exprimé par Isadora Duncan au sujet du travail de Craig, Stanislavski encouragea le Théâtre d'art de Moscou à l'inviter, et il arriva en octobre 1908. En janvier 1909, le Théâtre d'art programma la pièce pour la saison 1910, le travail devant commencer immédiatement.
Les répétitions commencèrent en mars 1909. En avril, Craig retourna en Russie et rencontra Stanislavski à Saint-Pétersbourg, où la troupe était en tournée. Ils analysèrent la pièce minutieusement et établirent un plan de production minutieux.Comme ils ne parlaient pas la langue de l'autre, ils menèrent les discussions dans un mélange d'anglais et d'allemand. Craig passait peu de temps aux répétitions, préférant travailler sur des maquettes où il utilisait des bouts de bois pour représenter les acteurs et établir les didascalies, ce qui fit dire aux acteurs que Craig était quelqu'un avec qui il était difficile de travailler. De plus, Craig était très exigeant envers Alisa Koonen, qui jouait Ophélie et qui disait qu'aucune actrice ne pouvait faire ce qu'il demandait. C'était lié au fait que Craig voulait que les acteurs fussent des marionnettes qui permettaient au metteur en scène d'avoir un contrôle total. Ils partirent ensuite à mai à Moscou, où ils travaillèrent jusqu'en juin, date à laquelle Stanislavski dut partir pour Paris.
Craig revint en février 1910 à Moscou. Dans l'intervalle, Stanislavski avait créé Un mois à la campagne d'Ivan Tourgueniev, dont le succès avait validé son "système". Ils projetèrent de répéter jusqu'en avril, après quoi Stanislavski devait répéter seul durant l'été. Craig devait revenir en août et la production commencer en novembre. Mais Stanislavski fut victime de la fièvre typhoïde et la pièce fut repousée d'une saison : il ne put reprendre les répétitions qu'en avril 1911.Benedetti (1999, 195) et la pièce fut finalement créée le 5 janvier 1912.
Il y eut 400 représentations en 1912.

### Réception
La presse russe fut très critique, notamment à l'égard du travail de Craig. Un critique déclara que la pièce était étouffée par les décors de Craig. L'opinion dominante des critiques russes était que le concept moderne de Craig distrayait de la pièce. En ce qui concerne les acteurs, si Olga Knipper, Nikolaï Massalitinov et Olga Gzovskaïa ne furent pas encensés, Vassili Katchalov fut revouvert d'éloges et comparé à Pavel Mochalov (en).
Jugeant quelques années plus tard son travail, Craig déclara que cela avait été comme d'emmener Dieu au music-hall.

## Distribution
Lors de la première
- Hamlet : Vassili Katchalov
- Claudius : Nikolai Massalitinov
- Gertrude : Olga Knipper
- Ophélie : Olga Gzovskaïa
- Laërte : Richard Boleslawski
- Polonius : Vassily Luzhsky
- Horatio : Konstantin Khokhlov
- Rosencrantz : S. Voronov
- Guildenstern: Boris Sushkevich
- Osric: V. Tezavrovsky
- Fantôme du père d'Hamlet : N. Znamensky
- Fortinbras: Ivan Bersenev
- A. Vishnevsky
- P. Zharikov
- B. Afonin
- A. Bondyrev
- Bernardo: B. Afonin
- 1er fossoyeur : V. Gribunin
- 2e fossoyeur : P. Pavlov
- Prêtre : I. Lazarev
- Francisco : N. Podgorny
- Marcellus : P. Baksheev
- Voltimand : A. Barov
- Cornelius : Boltin
- Musique : Ilia Sats

## Sources
- Arnott, Brian. 1975. Towards a New Theatre: Edward Gordon Craig and Hamlet; A Circulating Exhibition Organized by Brian Arnott for the National Programme of the National Gallery of Canada, Ottawa. Ottawa, The National Gallery of Canada.  (ISBN 978-0-88884-305-0).
- Bablet, Denis. 1962. The Theatre of Edward Gordon Craig. Trans. Daphne Woodward. Londres, Methuen, 1981.  (ISBN 978-0-413-47880-1).
- Benedetti, Jean. 1999. Stanislavski: His Life and Art. Revised edition. Original edition published in 1988. Londres, Methuen.  (ISBN 0-413-52520-1).
- Innes, Christopher. 1983. Edward Gordon Craig. Directors in Perspective ser. Cambridge, Cambridge University Press.  (ISBN 0-521-27383-8).
- Osanai, Kaoru, and Andrew T. Tsubaki. 1968. "Gordon Craig's Production of Hamlet at the Moscow Art Theatre." Educational Theatre Journal 20.4 (Dec.): 586–593.
- Senelick, Laurence. 1982. Gordon Craig's Moscow Hamlet: a Reconstruction. Contributions in Drama and Theatre Studies 4. Westport (Connecticut), Greenwood P.  (ISBN 0-313-22495-1).
- Taxidou, Olga. 1998. The Mask: A Periodical Performance by Edward Gordon Craig. Contemporary Theatre Studies ser. volume 30. Amsterdam: Harwood Academic Publishers.  (ISBN 90-5755-046-6).
- Tutaev, D. 1962. "Gordon Craig Remembers Stanislavsky: A Great Nurse." Theatre Arts 56.4 (April): 17–19.